# Logique du dialogue
La logique du dialogue (aussi connue comme logique dialogique) a été conçue comme une approche pragmatique de la sémantique de la logique faisant appel à des concepts de la théorie des jeux tels que gagner une partie et stratégie.
Puisque la logique dialogique a été la première approche de la sémantique de la logique, elle est aussi connue sous le nom de  sémantique de jeu. Assez souvent, la sémantique théorique des jeux de Jaakko Hintikka – en anglais Game Theoretical Semantics (GTS) – et la logique dialogique sont confondues. Cependant, comme indiqué ci-dessous, bien que GTS et la logique dialogique partagent les deux une perspective ludique, leur contexte philosophique et logique est très différent. De plus, de nos jours, la logique dialogique a été étendue à un cadre général pour l’étude du sens, de la connaissance et de l’inférence constitués au cours d’une interaction argumentative. Les nouveaux développements incluent des dialogues coopératifs et des dialogues avec un langage complètement interprété.

## Origines et développements ultérieurs
Paul Lorenzen (Erlangen-Nürnberg-Universität) fut le premier à avoir introduit une sémantique des jeux pour la logique, à la fin des années 1950 (appelée dialogische Logik) et qui a été ensuite développée plus tard par Kuno Lorenz (Erlangen-Nürnberg-Universität, puis Saarland). Jaakko Hintikka (Helsinki, Boston) a développé presque au même moment que Lorenzen une approche modèle-théorétique connue aussi sous le nom de GTS.
Depuis, un nombre important de différentes sémantiques des jeux ont été étudiées en logique. Shahid Rahman (Universität Saarland, Max Planck-Institut für Informatik-Saarbrücken, puis Université Lille III) et ses collaborateurs ont développé la dialogique au sein d'un cadre général destiné à l'étude des questions logiques (Samson Abramsky) et philosophiques relatives au pluralisme logique et provoqué ainsi, en 1995, une sorte de Renaissance ouvrant sur des possibilités inattendues. Actuellement, ce nouvel essor philosophique insuffle parallèlement un renouveau aussi dans le champ des sciences concernant l'informatique, la linguistique appliquée à l'informatique ainsi que pour l'intelligence artificielle. 

Les nouveaux résultats initiés, d'une part, en logique linéaire par Jean-Yves Girard concernant les relations entre la logique et l' interaction, puis d'autre part, ceux initiés par l'étude des rapports de la logique avec la théorie de l'argumentation
(argumentation framework, defeasible reasoning, pragma-dialectic) et avec la théorie mathématique des jeux dans les travaux, entre autres de Samson Abramsky, Johan van Benthem, Andreas Blass, Nicolas Clerbout, Frans H. van Eemeren, Matthieu Fontaine, Dov Gabbay, Rob Grootendorst, Giorgi Japaridze, Laurent Keiff, Erik Krabbe, Alain Leconte, Rodrigo Lopez-Orellana, Sébastien Magnier, Mathieu Marion, Zoe McConaughey, Henry Prakken, Juan Redmond, Helge Rückert, Gabriel Sandu, Giovanni Sartor, Douglas Walton, et John Woods, ont, en fait, placé la sémantique des jeux au centre d'un nouveau concept de logique où celle-ci est entendue comme un instrument d'inférence dynamique.

Selon la perspective dialogique, la connaissance, le sens et la vérité sont conçus comme le résultat d'une interaction sociale, où la normativité n'est pas comprise comme une sorte d'opérateur pragmatique agissant sur un noyau propositionnel censé d'exprimer la connaissance et le sens, mais plutôt l'inverse : le type de normativité qui émerge de l'interaction sociale attachée à la connaissance et à la signification est constitutif de ces notions. En d'autres termes, selon la conception du cadre dialogique, l'entrelacement des droits de demander les raisons, d'une part, et des devoirs de donner ces raisons, d'autre part, fournit les racines de la connaissance, du sens et de la vérité.

## Signification locale et signification globale
On définit les règles d’un dialogue entre un défenseur et un critique. Le défenseur doit montrer que la thèse tient contre toute critique de l'antagoniste. 
Les règles des constantes logiques, appelées règles de signification locale ou règles des particules, supposent que les rôles du défenseur et du critique sont symétriques. Par contre les règles de déroulement, également appelées règles structurelles ou règles de signification globale, distinguent le joueur qui définit la thèse principale, le proposant P, de l'adversaire, l'opposant O. Lors d'un dialogue, P et O peuvent échanger leurs rôles de critique et de défenseur par rapport aux étapes intermédiaires. Cependant, la perte ou la victoire sont toujours définies par rapport au joueur P qui a introduit la thèse principale et par rapport à son adversaire O, qui conteste cette thèse.

Dans le cas le plus basique on suppose que le défenseur et le critique emploient seulement les moyens d'expression du calcul des prédicats au premier ordre. La signification locale des constantes logiques est définie par la suivante répartition des choix :

- Si le défenseur X affirme A ou B, le critique Y a le droit de lui demander de choisir entre A et B.
- Si le défenseur X affirme A et B, le critique Y a le droit de lui demander d'affirmer A ou d'affirmer B.
- Si le défenseur X affirme si A alors B, le critique Y a le droit de demander B en affirmant (le critique lui-même) A.
- Si le défenseur X affirme non-A, le critique Y a le droit d'affirmer A (et ensuite il a l'obligation de défendre cette affirmation).
- Si le défenseur X affirme pour tout x, A[x] le critique Y a le droit de choisir un terme singulier t et demander au défenseur de substituer ce terme aux variables libres dans A[x], c'est-à-dire, d'effectuer la substitution A[x/t].
- Si le défenseur X affirme il y a au moins un x tel que A[x] le critique Y a le droit de demander au défenseur de choisir un terme singulier et de substituer ce terme aux variables libres dans A[x], c'est-à-dire, d'effectuer la substitution A[x/t].

Ici un aperçu (informel) des règles pour la logique intuitionniste et la logique classique. Pour une formulation formelle complète regarder par exemple Clerbout (2014), Rahman/McConaughey/Klev/Clerbout (2018), Rahman/Keiff 2006, *Logique dialogique sur l'encyclopédie en ligne Plato

### Règles dialogiques

#### Règles des constantes logiques
- X A ∨ B (A ou B)

Attaque : Y ?
Défense :  X A / X B
(Le défenseur a le choix entre A et B)
- X A ∧ B (A et B)

Attaque : Y ? G(auche)
Défense X A
Attaque : Y ? D(roite)
Défense X B
(Le critique  a le choix)
- X A⊃B    (Si A, alors B)

Attaque : Y A
Défense : X B
- X ~A   (Non A)

Attaque : Y A
Défense : (Aucune défense possible. On ne peut jouer qu’en contre-attaque)
- X ∀x A[x]	 (Tous les x sont A)

Attaque : Y ?t
Défense : X A[x/t]
(Le critique a le choix)
- X ∃x A[x]  (Au moins un x est A)

Attaque : Y ?
Défense : X A[x/t]
(Le défenseur a le choix)

#### Règles structurelles
RS 1 (Déroulement)
Un dialogue se compose d’une suite finie d’étapes dialogiques ou coups, dans lesquels deux interlocuteurs, le proposant P et l’opposant O, avancent tour à tour des attaques et des défenses en fonction des règles de particule et des autres règles structurelles. La première étape dialogique consiste à poser la thèse du dialogue. Chaque coup suivant est soit l’attaque d’une affirmation précédente de l’adversaire, soit une défense vis-à-vis d’une attaque adverse précédente.
RS 2c (Règle classique)
X peut librement choisir d’attaquer un argument quelconque de Y (X ou Y désigne indifféremment O ou P, avec X différent de Y) ou de se défendre contre une attaque quelconque de Y, pour autant que le lui permettent les règles de particule et les règles structurelles restantes.
Cette règle structurelle a une variante importante présentée de suite. Un dialogue peut obéir à l’une ou l’autre de ces règles.
RS 2i (Règle intuitionniste)
X peut librement choisir d’attaquer un argument quelconque posé par Y pour autant que le lui permettent les règles de particule et les règles structurelles restantes, ou encore de se défendre contre la dernière attaque de Y à laquelle il n’a pas encore répondu .
RS 3 (Pas de temporisation)
Règle intuitionniste: Une attaque ne peut être défendue qu'une seule fois. O ne peut attaquer la même proposition qu'une seule fois. P ne peut attaquer la même proposition qu'un nombre fini de fois.

Règle classique: Une attaque ne peut être défendue par O qu'une seule fois. Une attaque ne peut être défendue par P qu'un nombre fini de fois. O ne peut attaquer la même proposition qu'une seule fois. P ne peut attaquer la même proposition qu'un nombre fini de fois.
RS 4 (Règle formelle)
P n’a le droit de poser comme propositions élémentaires que celles qu'O a déjà utilisées. O a toujours le droit de poser des propositions élémentaires (pour autant que le lui permettent les règles des constantes logiques et les autres règles structurelles). Les propositions élémentaires (dans un dialogue formel) ne sont pas attaquables.  
RS 5 (Fin de dialogue)
Un dialogue est terminé lorsque les règles du dialogue n’autorisent plus aucun coup. Celui qui a joué le dernier coup a gagné la totalité du dialogue. 
Les règles des constantes logiques et les règles structurelles indiquées définissent les jeux dialogiques formels intuitionnistes (d’après RS 3i) ou classiques (d’après RS 3c).

#### Stratégies et Validité
Remarquez que gagner une seule partie n'est pas suffisant pour définir la validité logique. Voici un exemple de jeu dans lequel P gagne car O fait le mauvais choix. En effet, O perd la partie à cause de la règle qui lui interdit d’attaquer deux fois le même coup.
|    | O      | P         |    |
| -- | ------ | --------- | -- |
|    |        | A ∧ (A⊃A) | 0. |
| 1. | ?D [0] | A⊃A       | 2. |
| 3. | A [2]  | A         | 4. |

P présente sa thèse avec le coup 0. Dans le coup 2, O attaque la thèse demandant la composante droite de la conjonction- "[n]" indique le numéro du coup attaqué. En coup 3 O attaque l'implication. P répond par A et gagne, puisqu'il s'agit du dernier coup.

Notez que même une thèse valide peut être perdue à cause d'un mauvais choix de P cette fois. Par exemple, si P choisit la composante gauche de la disjonction A ∨ (A⊃A) il perd, puisque les règles intuitionnistes ne lui permettent pas de revenir et de refaire son choix :
|    | O      | P               |    |
| -- | ------ | --------------- | -- |
|    |        | (A ∧ B) ∨ (A⊃A) | 0. |
| 1. | ?∨ [0] | A ∧ B           | 2. |
| 3. | ?G [2] | ...             |    |

En fait, pour définir la validité, nous avons besoin de la notion de stratégie de victoire.
Définition de validité
Un joueur X a une stratégie de victoire si, pour chaque coup effectué par l’autre joueur, le joueur X peut effectuer un autre coup, de sorte que chaque dialogue (i.e. chaque partie) soit finalement remportée par X.
Dans la logique dialogique, la validité est définie par rapport aux stratégies de victoire par P. 
Une stratégie de victoire pour P pour une thèse A est un arbre S dont les branches sont des dialogues (parties) pour A gagné par P, où les nœuds sont des coups, tels que
1.	le coup affirmant la thèse en tant que nœud racine a une profondeur 0,
2	si le coup est un coup de O (c'est-à-dire si la profondeur d'un nœud dans S est impaire), il a exactement un nœud successeur (qui correspond à un coup de P),
3	si le coup est un coup de P (c'est-à-dire si la profondeur d'un nœud dans S est paire), il a
autant de nœuds successeurs que de coups possibles par O à cette position.
- Une thèse A est valide dans un certain système dialogique si P a une stratégie de victoire pour A.

Les stratégies de victoire pour formules sans quantificateur sont toujours des arbres finis, alors que les stratégies pour formules du premier ordre peuvent généralement être des arbres à nombre infini (mais innombrable) des branches finis. Par exemple :

| 0. |                 | P ∃x(A(x)⊃∀y A(y)) |                 |                 |     |
| -- | --------------- | ------------------ | --------------- | --------------- | --- |
| 1. |                 | O ?∃               |                 |                 |     |
| 2. | P A(t1)⊃∀y A(y) | P A(t2)⊃∀y A(y)    | P A(t3)⊃∀y A(y) | P A(t4)⊃∀y A(y) | ... |

Un tel nombre infini de branches peut être évité en utilisant les restrictions suivantes :
1 Si la profondeur d’un nœud est un nombre pair et c’est O qui a la choix (en attaquant une universelle) et le terme singulier t est nouveau dans la branche, alors l’attaque d’O est le seul nœud successeur immédiat.
2 Si la profondeur d’un nœud est un nombre impair et le coup c’est une attaque de P à une formule existentielle affirmée par O, alors la défense par O est le seul nœud successeur immédiat.
3 Si c'est P qui a le choix, alors un seul des jeux déclenchés par le choix sera conservé.
Les règles des constantes logiques et les règles structurelles indiquées plus la définition de validité définissent la conception dialogique de la logique intuitionniste (d’après RS 3i) ou classique (d’après RS 3c).

Voici un exemple valide dans la logique classique et non-valide dans la logique intuitionniste :
| 0. | P ∃x(A(x)⊃∀y A(y)) (P présente la thèse)                               |  |
| 1. | O ?∃ (O attaque la thèse)                                              |  |
| 2. | P A(t1)⊃∀y A(y) (P répond avec le choix "t1")                          |  |
| 3. | O A(t1) (O attaque l'implication)                                      |  |
| 4. | P ∀y A(x) (P répond avec le conséquent de l'implication)               |  |
| 5. | O ?t2 (O attaque l'universel avec le choix du nouveau terme "t2")      |  |
| 6. | P A(t2)⊃∀y A(y) (P refait la réponse à l'attaque 1 avec le choix "t2") |  |
| 7  | O A(t2) (O attaque l'implication)                                      |  |
| 8  | P A(t2) (P répond à l'attaque 5)                                       |  |

P a une stratégie de victoire puisque la règle classique lui permet de refaire avec coup 6 sa défense de l'existentiel. Cela lui permet aussi de défendre avec le coup 8 l'attaque 5 sur l'universel.

La règle intuitionniste ne permet pas de revenir. En effet, en suivant la règle RS 2i, O gagne, et donc la thèse n'est pas valide dans la logique intuitionniste:
| 0.  | P ∃x(A(x)⊃∀y A(y)) (P présente la thèse)                          |  |
| 1.  | O ?∃ (O attaque la thèse)                                         |  |
| 2.  | P A(t1)⊃∀y A(y) (P répond avec le choix "t1")                     |  |
| 3.  | O A(t1) (O attaque l'implication)                                 |  |
| 4.  | P ∀y A(x) (P répond avec le conséquent de l'implication)          |  |
| 5.  | O ?t2 (O attaque l'universel avec le choix du nouveau terme "t2") |  |
| ... |                                                                   |  |

### Développements récents
Sous l'influence de Shahid Rahman (Universität des Saarlandes (1987-2001), Université de Lille (2001, ...), la logique du dialogue fut convertie en un cadre théorique général où étaient étudiées, entre autres, la logique chez Aristote, logique et Argumentation Arabe, la logique libre, la logique modale normale , la logique modale hybride, la logique modale non-normale, la logique modale de premier ordre, la logique paraconsistante, la logique linéaire, la logique de la pertinence, la logique connexive, celle de la révision des croyances, théorie de l'argumentation, logique et Droit, ou encore l'approche dialogique à la Théorie Constructive de Types de Per Martin Löf. La plupart de ces développements résultent de l’étude des conséquences logiques de la modification des règles structurelles et / ou de l’extension de l’ensemble des constantes logiques. En fait, ils montrent comment mettre en œuvre la 'conception dialogique des règles structurelles d'inférence' telles que l'affaiblissement et la contraction. Les publications les plus récentes montrent comment développer des 'dialogues matériels' (c'est-à-dire des dialogues pour des langages interprétés) plutôt que des dialogues limités à la validité logique. Cette nouvelle approche des dialogues avec 'contenu', appelée raisonnement immanent, est le résultat le plus important de l’approche dialogique à la théorie constructive des types. Parmi les applications du raisonnement immanent figurent l'élucidation du rôle de la dialectique dans le syllogistique d'Aristote la logique et l'argumentation dans la tradition Arabela formulation d'une nouvelle logique déontique, la logique du Droit et la formulation de dialogues coopératifs pour le droit et le raisonnement par parallélisme ou analogie.

### Ouvrages
- T. Aho and A-V. Pietarinen (eds.) Truth and Games. Essays in honour of Gabriel Sandu. Societas Philosophica Fennica (2006) (ISBN 951-9264-57-4).
- J. van Benthem Logic in Games. Elsevier (2006).
- L. Allen, G. Sandu and M. Sevenster. Independence-Friendly Logic. A Game-Theoretic Approach, Cambridge University Press (2011).  (ISBN 0521149347).
- J. van Benthem, G. Heinzmann, M. Rebuschi and H. Visser (eds.) The Age of Alternative Logics. Springer (2006). (ISBN 978-1-40-20-5011-4).
- N. Clerbout (2014). La sémantique dialogique. Notions fondamentales et éléments de metathéorie. Serie Cahiers de Logique et d'Epistemologie. London: College Publications.  (ISBN 978-1-84890-153-7).
- C. Dégremont, L. Keiff, H. Rückert (Eds.). Dialogues, Logics and Other Strange Things. Essays in Honour of Shahid Rahman. 2008, College Publications. (ISBN 978-1-904987-13-0). Collection dirigé par D. Gabbay (King's College).

Avec contributions de Philippe Balbiani, Diderik Batens, Johan van Benthem, Giacomo Bonanno, Walter A. Carnielli, Newton C. A. Da Costa, Michel Crubellier, Francisco A. Doria, Dov M. Gabbay, Olivier Gasquet, Gerhard Heinzmann, Andreas Herzig, Jaakko Hintikka, Justine Jacot, Reinhard Kahle, Erik C. W. Krabbe, Décio Krause, Franck Lihoreau, Kuno Lorenz, Ilkka Niiniluoto, Graham Priest, Stephen Read, Manuel Rebuschi, Greg Restall, Gabriel Sandu, Gerhard Schurz, François Schwarzentruber, Yaroslav Shramko, Göran Sundholm, John Symons, Christian Thiel, Nicolas Troquard, Tero Tulenheimo, Jean Paul Van Bendegem, Daniel Vanderveken, Yde Venema, Heinrich Wansing, Jan Wolenski and John Woods.
- F. H. van Eemeren and R. Grootendorst. A systematic theory of argumentation: The pragma-dialectical approach. Cambridge: Cambridge University Press (2004).
- M. Fontaine et J. Redmond Logique Dialogique : Une Introduction - Volume 1 : Méthode de Dialogique, Règles et Exercices. Cahiers de logique et d'épistémologie (vol.5), College Publications (2008).
- R. Inhetveen: Logik. Eine dialog-orientierte Einführung., Leipzig (2003)  (ISBN 3-937219-02-1).
- L. Keiff Le Pluralisme Dialogique. Thesis Université de Lille3 (2007).
- Lopez-Orellana, Rodrigo (2016). El enfoque dinámico de teoría de juegos. En De la proposición al juicio. Una exploración a la unidad mínima de conocimiento lógico. Valparaíso, Universidad de Valparaíso, (Tésis).
- K. Lorenz, P. Lorenzen: Dialogische Logik, Darmstadt (1978).
- P. Lorenzen: Lehrbuch der konstruktiven Wissenschaftstheorie, Stuttgart 2000  (ISBN 3-476-01784-2).
- S. Rahman, Über Dialogue protologische Kategorien und andere Seltenheiten. Frankfurt 1993  (ISBN 3-631-46583-1).
- Rahman, S. and Keiff, L. (2004). «On how to be a dialogician». En D. Vanderveken (ed.), Logic, Thought and Action. Dordrecht: Springer Págs. 359–408.
- S. Rahman and H. Rückert (editors), New Perspectives in Dialogical Logic. Synthese 127 (2001) ISSN 0039-7857.
- S. Rahman and N. Clerbout: Linking Games and Constructive Type Theory: Dialogical Strategies, CTT-Demonstrations and the Axiom of Choice. Springer-Briefs (2015)

https://www.springer.com/gp/book/9783319190624
- S. Rahman, M. Iqbal, Y. Soufi Inferences by Parallel Reasoning in Islamic Jurisprudence. al-Shīrāzī’s Insights into the Dialectical Constitution of Meaning and Knowledge. Springer (2019).

https://www.springer.com/gp/book/9783030223816
- S. Rahman, Z. McConaughey, A. Klev, N. Clerbout: Immanent Reasoning or Equality in Action. A Plaidoyer for the Play level. Springer (2018).

https://www.springer.com/gp/book/9783319911489
- S. Rahman, F. Zidani, J. Redmond, Y. Kadoum (En Arab) The dialogical approach to intuitionistic, classical and basic modal logic. Including a brief introduction to the dialogical take on Constructive Type Theory..Dar Al Farabi (2019).  (ISBN 978-614-432-513-1).
- Redmond, Juan and Fontaine, Matthieu. How to Play Dialogues. An Introduction to Dialogical Logic. College Publications (2011).
- J. Woods Argument: The Logic of the Fallacies. Toronto and New York: McGraw-Hill (1982) (with Douglas Walton).  (ISBN 0-07-548026-3)
- J. Woods The Death of Argument: Fallacies in Agent-Based Reasoning. Dordrecht and Boston: Kluwer (2004).  (ISBN 1-4020-2663-3)
- J. Woods (2005) The Reach of Abduction: Insight and Trial. Volume 2 of A Practical Logic of Cognitive Systems, Amsterdam: North Holland (2005) (with Dov M. Gabbay)  (ISBN 0-444-51791-X)

### Articles
- S.Abramsky, R.Jagadeesan, 'Games and full completeness for multiplicative linear logic'. Journal of Symbolic Logic 59:543-574 (1994).
- A.Blass, 'A game semantics for linear logic'. Annals of Pure and Applied Logic 56, pp. 151-166 (1992).
- C. Dutilh-Novaes. 'A Dialogical, Multiagent Account of the Normativity of Logic. Dialectica, 69(4), pp. 587-609 (2015).
- C.Dutilh-Novaes, R. French. 'Paradoxes and structural rules from a dialogical perspective'. Philosophical Issues 28 (1), p. 129-158 (2018).
- W. Felscher. 'Dialogues, Strategies, and Intuitionistic Provability'. Annals of Pure and Applied Logic 28, pp. 217–254 (1985).
- W. Felscher. 'Dialogues as a Foundation for Intuitionistic Logic'. In D. M. Gabbay and F. Guenthner (eds.). Handbook of Philosophical Logic, 2nd Edition, Volume 5, pp. 115–145. Kluwer, 2002.
- Girard, J-Y, Locus solum: from the rules of logic to the logic of rules (.pdf), Mathematical Structures in Computer Science, 11, 301–506, 2001.
- W. Hodges. 'Dialogue foundations: A sceptical look'. Aristotelian Society Supplementary, 75(1), p. 17-32 (2001).
- G. Japaridze, 'Introduction to computability logic'. Annals of Pure and Applied Logic 123:  1-99 (2003).
- Logique dialogique sur l'encyclopédie en ligne Plato
- Krabbe, E. , 'Formal Systems of Dialogue Rules', Synthese 63 (3), p. 295-328 (1985).
- Krabbe, E. (1986): 'A Theory of Modal Dialectics', Journal of Philosophical Logic 15, p. 191-217
- Krabbe, E. C. W., 2001. 'Dialogue Foundations: Dialogue Logic Revisited', Supplement to the Proceedings of The Aristotelian Society 75, p. 33-49.
- K. Lorenz, K. Basic Objectives of Dialogue Logic in Historical Perspective. Synthese, 127(1-2): 225-263 (2001).
- M. Marion: 'Why Play Logical Games?' In: Unifying Logic, Language, and Philosophy. Springer, p. 3-26 (2006).  (ISBN 978-1-4020-9373-9).
- M. Marion, M., & Rückert, H. (2015). Aristotle on universal quantification: a study from the perspective of game semantics. History and Philosophy of Logic 37(3): 201-229 (2015).
- T. Piecha: 'Dialogical Logic'. In: The Internet Encyclopedia of Philosophy, 2015.
- S. Rahman, L. Keiff, 'On how to be a dialogician'. In Daniel Vanderken (ed.), Logic Thought and Action, p. 359-408 (2005).  (ISBN 1-4020-2616-1).
- S. Rahman, T. Tulenheimo, From Games to Dialogues and Back: Towards a General Frame for Validity. Dans, Ondrej Majer, Ahti-Veikko Pietarinen and Tero Tulenheimo (ed.), Games: Unifying Logic, Language and Philosophy. Springer, p. 153-208 (2009).